# The Plastic People of the Universe
The Plastic People of the Universe (PPU) ist eine tschechische Undergroundband. Die Band macht psychedelische Musik und war einer der Protagonisten des tschechoslowakischen Undergrounds der 1960er und 1970er Jahre. Ihre Verhaftung und Verurteilung im Jahr 1976 war der Auslöser für die Entstehung der Charta 77.

## Bandgeschichte
The Plastic People of the Universe wurde von dem Schriftsteller Ivan Martin Jirous (mit dem bekannten Nick „Magor“) im September 1968, einen Monat nach der Niederschlagung des Prager Frühlings gegründet. Weitere Gründungsmitglieder waren Vratislav Brabenec, Milan Hlavsa, Josef Janíček, Jiří Kabeš. Der Name der Band stammt von einem Stück auf Frank Zappas Platte Absolutely Free, Plastic People. Die Musik der Plastic People of the Universe war von Zappa, aber auch von The Fugs, Velvet Underground, den Doors und Captain Beefheart beeinflusst. Die Band verweigerte sich konsequent staatlichen Auflagen und spiegelte in Texten und Einstellung eine gegenkulturelle Auffassung wider. Sie verstand sich allerdings nicht als politisch in einem simplen Verständnis und machte in ihren Liedern auch keine explizit politischen Aussagen.
In der Folge der von der Sowjetunion durchgesetzten Normalisierung wurde den Mitgliedern der Plastic People 1970 die Lizenz als Profimusiker entzogen: sie durften mit Konzerten kein Geld verdienen, verloren ihre Instrumente aus Staatsbesitz und den Zugang zu Proberäumen. Auf geliehenen Instrumenten und an selbst gebastelten Verstärkern machten sie jedoch weiter und gaben private Konzerte an abgelegenen Orten, die ausschließlich über Mundpropaganda angekündigt wurden. Es entstand eine Untergrundbewegung, ein Zirkel, in dem sich andere Bands, Sänger, Dichter und Künstler um die Plastic People scharten. Immer wieder gab es zwischen den Anhängern dieser Bewegung und den staatlichen Institutionen Zusammenstöße und Schlägereien, es kam vielfach zu Verhaftungen.
Zu einer produktiven Mitarbeit kam es infolge der Bekanntschaft des Bandmitglieds Jirous mit einer der Größen des damaligen Undergrounds, Egon Bondy. Einige von Bondys bekannten Gedichten wurde von den „Plastic People“ vertont und bildeten den Grundstock der LP Egon Bondy's Happy Hearts Club Banned. Aufgenommen 1974/1975, konnte sie  jedoch erst im Ausland (1978) erscheinen; dies wurde ermöglicht durch den ehemaligen Sänger der Gruppe, den kanadischen Musiker und Schriftsteller Paul Robert Wilson, der zu diesem Zweck im Ausland einen Schallplattenverlag gründete. Erst später wurde bekannt, dass Bondy auch als Spitzel für die Geheimpolizei StB arbeitete und mit seinen Aussagen zu einigen politischen Prozessen beitrug.
Das Verbot der Gruppe 1976, die Schauprozesse mit Anklagen nach dem Paragraphen 202 (Erregung „öffentlichen Ärgernisses“), bei denen sie durch Otakar Motejl verteidigt wurden, und die Verurteilung einiger Mitglieder – Jirous zu achtzehn Monaten, Pavel Zajíček von der Schwesterband DG307 zu zwölf Monaten, Brabenec zu acht Monaten usw. – waren einige der Anlässe für die Entstehung der Charta 77. Auf die Verhaftung folgte eine Kampagne in den staatlichen Medien, in der sowohl die Plastic People speziell, als auch der Underground allgemein als asozial, arbeitsscheu und drogenabhängig dargestellt wurden. Nach der Verhaftung fanden nur noch fünf Konzerte statt, alle im privaten Rahmen – zwei davon im Landhaus von Václav Havel – die aufgrund ihrer notwendigerweise heimlichen Vorbereitung mit Partisanenaktionen verglichen wurden.
1997 spielte die Band anlässlich des 20-jährigen Jubiläums der Charta 77 wieder einige Konzerte. Milan Hlavsa, unterstützt von Lou Reed,  spielte 1998 im Weißen Haus anlässlich des Staatsbesuchs von Václav Havel bei Bill Clinton.
Die Band war eine der ersten professionellen Bands im ehemaligen Ostblock, die Stücke progressiver westlicher Rockmusiker und Komponisten wie Jimi Hendrix oder Frank Zappa nachspielten. Lou Reed machte ihnen das Kompliment, dass sie Velvet Underground-Lieder besser spielen als Velvet Underground selbst.
Anlässlich der Feier zum 70. Geburtstag von Václav Havel im Haus der Berliner Festspiele trat die Band am 7. Oktober 2006 in Berlin auf. Im gleichen Jahr wurde Tom Stoppards Stück Rock’n’Roll in London uraufgeführt, in dem die tschechische Gruppe eine wichtige Rolle spielt.